# Pomeiock
Pomeiock (Pomeiooc, Pomeioc, Pomouik, Pomeiok, etc.), jedno od plemena algonquian Indijanaca koje je prema Fredu Willardu, zajedno s plemenima Roanoke, Dasemunkepeuc, Aquascogooc i Tramaskecooc činilo plemensku konfederaciju Secotan. Njihovo glavn osredište bilo je palisadama zaštićeni ' grad' , koji se 1585. nalazio na ušču Gibbs Creeka, u sadašnjem okrugu Hyde u Sjevernoj Karolini. 
Pomeiock je jedan od gradova koje je naslikao John White tijekom svoje posjete Virginiji 1585., kao jedean od članova prve Raleighove ekspedicije. Slika se danas čuva u British Museumu. 
Evan T. Pritchard, dijelom Micmac porijekla, kaže u svojem No Word for Time, da Pomeiocki pripadaju Hatteras plemenima, u koje je ubraja i Indijance Warrashoyack, Ocracoke i druge
Neki sutori smatraju da su identični Pamlicima.